# Johann Nepomuk Schaller

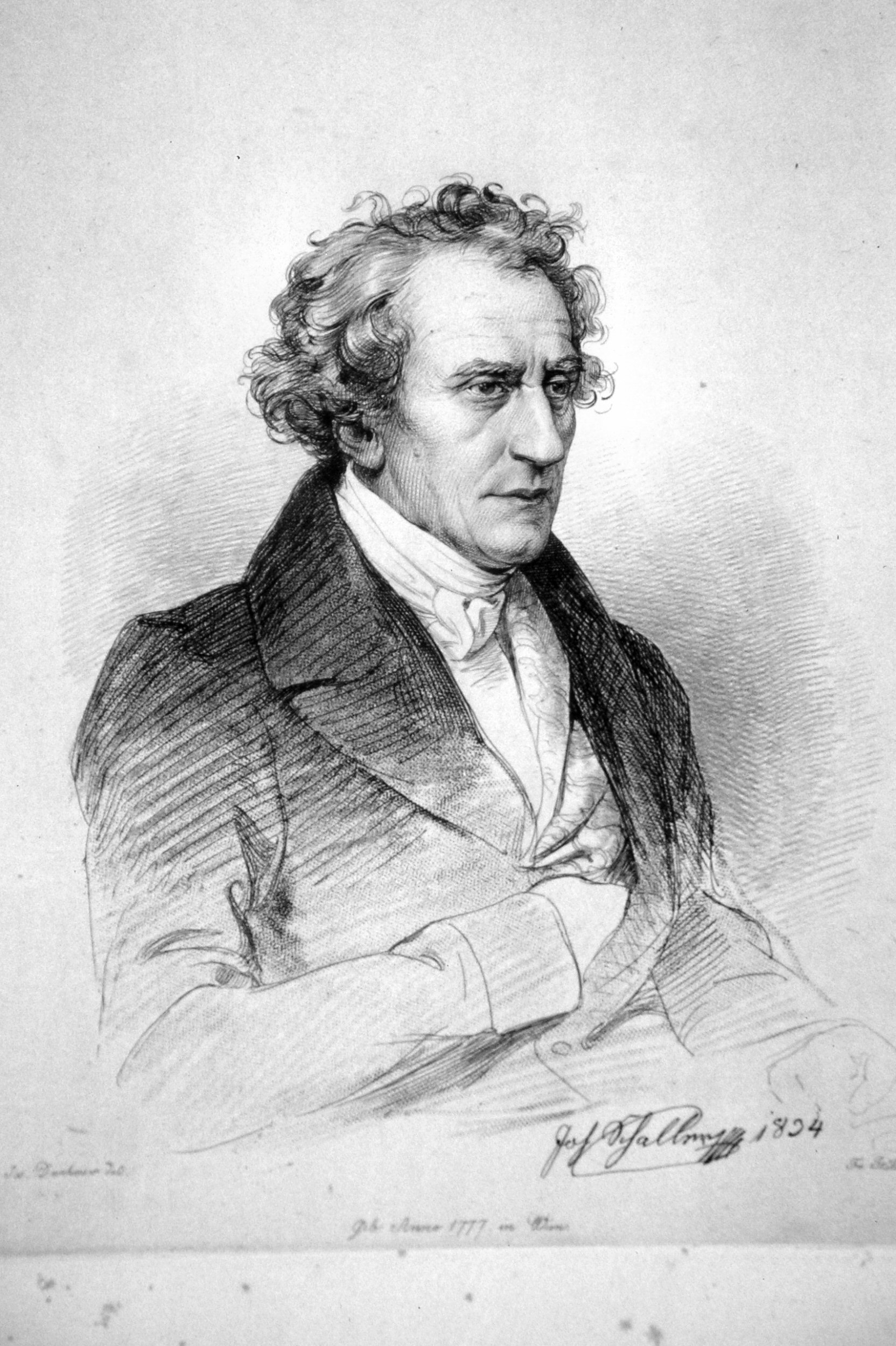
Johann Nepomuk Schaller

Johann Nepomuk Schaller (Viena, 30 de marzo de 1777, ibid, 16 de febrero de 1842) fue un escultor austriaco.
Era el hermano menor del pintor Anton Ferdinand Schaller. En 1789 empezó a estudiar en la Academia de Bellas Artes de Viena, donde fue discípulo de Hubert Maurer. Dos años después entró en una fábrica de porcelana. El amor  que sentía Schaller por la porcelana lo conservó durante el resto de su vida, por lo que fue el asesor artístico de la fábrica de porcelana hasta su muerte.
En 1812 viajó a Roma con una beca, donde estuvo en contacto con el grupo de los pintores nazarenos y de los escultores Antonio Canova y Bertel Thorvaldsen. En 1823 volvió a Viena y fue nombrado profesor de escultura en la Academia de Bellas Artes. Entre sus esculturas destacan Belerofonte luchando contra la quimera y El joven Cupido, entre otras.